# Octatitla
Octatitla är en ort i Mexiko.   Den ligger i kommunen Jaltocán och delstaten Hidalgo, i den sydöstra delen av landet, 200 km norr om huvudstaden Mexico City. Octatitla ligger 129 meter över havet och antalet invånare är 247.
Terrängen runt Octatitla är kuperad åt sydost, men åt nordväst är den platt. Runt Octatitla är det ganska tätbefolkat, med 248 invånare per kvadratkilometer. Närmaste större samhälle är Huejutla de Reyes, 11,2 km öster om Octatitla. Omgivningarna runt Octatitla är en mosaik av jordbruksmark och naturlig växtlighet.